# Rock Springs, Wisconsin
Rock Springs là một làng thuộc quận Sauk, tiểu bang Wisconsin, Hoa Kỳ. Năm 2006, dân số của làng này là 425 người.